# Feenin'
"Feenin'" é um single da banda de R&B Jodeci, lançado em 1994 para o álbum Diary of a Mad Band.

## Faixas
Vinil e 12"
1. "Feenin'" (Radio Version) - 4:14
2. "Feenin'" (E Double Gets Bizzy Mix) - 4:59
3. "Feenin'" (E Double Gets Bizz-e-r Mix) - 6:29
4. "Feenin'" (Get Bizzy Instrumental) - 4:06
5. "Feenin'" (Acapella) - 3:51

## Paradas musicais
| Parada (1994)                         | Posição topo |
| ------------------------------------- | ------------ |
| U.S. Billboard Hot 100                | 25           |
| U.S. Hot R&B/Hip-Hop Singles & Tracks | 2            |
| U.S. Rhythmic Top 40                  | 16           |